# 薛定谔-牛顿方程
薛定谔-牛顿方程（英語：Schrödinger–Newton equation），亦称为牛顿-薛定谔方程（Newton–Schrödinger equation）、薛定谔-泊松方程（Schrödinger–Poisson equation），是引入了牛顿引力势的非线性薛定谔方程，其中引力势来自作为质量密度处理的波函数，使该方程与通常的薛定谔方程相比多出了表示粒子与其自身引力场相互作用的一项。这一包含自相互作用的项是对经典量子力学原则的根本改变。该方程既可以写成单个积分-微分方程，也可以写成一个薛定谔方程和一个泊松方程的耦合系统。
薛定谔-牛顿方程最初由鲁菲尼（Ruffini）和博纳佐拉（Bonazzola）在研究自引力玻色子星时引入。在经典广义相对论的背景下，它是弯曲时空中的克莱因-戈尔登方程或狄拉克方程加上爱因斯坦场方程的非相对论极限。该方程可以描述模糊暗物质，并在粒子质量很大的极限下可以用来近似弗拉索夫-泊松方程描述的经典冷暗物质。
此后，拉乔斯·迪西（Lajos Diósi）与罗杰·彭罗斯亦提出该方程，以作为解释量子波函数坍缩的模型，并为其命名“薛定谔-牛顿方程”。在此一背景下，物质具有量子属性，而引力则在基本层面上仍是经典的。因此，薛定谔-牛顿方程也可作为测试量子引力必要性的一种方法。 
最后，薛定谔-牛顿方程还表现为大量粒子系统中相互引力作用的哈特里近似（Hartree approximation）。在此种背景下，菲利普·乔夸德（Philippe Choquard）于1976 年洛桑库仑系统研讨会上提出了一个对应的电磁库仑相互作用的方程来描述单组分等离子体。埃利奥特·利布证明了定基态的存在性和唯一性，并将该方程称为乔夸德方程（Choquard equation）。 

## 概述
薛定谔-牛顿方程是在普通薛定谔方程中引入了自相互作用引力势得到的一个耦合系统
{\displaystyle \mathrm {i} \hbar {\frac {\partial \Psi }{\partial t}}=-{\frac {\hbar ^{2}}{2m}}\nabla ^{2}\Psi +V\Psi +m\Phi \Psi \,,}
其中V是普通势，引力势{\displaystyle \Phi }则表示粒子与其自身引力场的相互作用，满足泊松方程
{\displaystyle \nabla ^{2}\Phi =4\pi Gm|\Psi |^{2}\,.}
由于波函数与引力势的耦合中，这是一个非线性系统。
方程的积分-微分形式是
{\displaystyle \mathrm {i} \hbar {\frac {\partial \Psi }{\partial t}}=\left[-{\frac {\hbar ^{2}}{2m}}\nabla ^{2}+V-Gm^{2}\int {\frac {|\Psi (t,\mathbf {y} )|^{2}}{|\mathbf {x} -\mathbf {y} |}}\,\mathrm {d} ^{3}\mathbf {y} \right]\Psi \,.}
该形式是在假设势必须在无穷远处消失的情况下，通过对泊松方程的积分而得到的。